# 長崎県道112号長崎式見港線
長崎県道112号長崎式見港線（ながさきけんどう112ごう ながさきしきみこうせん）は、長崎県長崎市を通る一般県道である。

## 概要
長崎市元船町から長崎市式見町に至る。末端部分（長崎市手熊町 - 終点）はかつての国道202号で、カーブが連続する狭隘道路である。
起点の大波止交差点から分かれると海沿いを進み、旭大橋の下をくぐり、茂里町（もりまち）まで浦上川とJR九州長崎本線の間を通る。長崎ブリックホールの裏側で高架を降りて左折しすぐ後に浦上川に架かる梁川橋を渡り、浦上川の対岸に出る。梁川公園前交差点を右折して城栄町交差点まで浦上川沿いを北上する。左側に長崎県立長崎西高等学校と活水中学校・高等学校がある。この区間は浦上川通りと呼ばれている。城栄町交差点で左折して商店街を通り抜け、信号を右折して坂を上る。左側に長崎県立長崎北高等学校や小江原団地、長崎市総合運動公園を見た後、手熊町方面へ向かって坂を下る。その後、前述の旧国道202号となって終点に至る。

### 路線データ
- 起点：長崎県長崎市元船町（大波止交差点、国道202号交点、国道499号起点）
- 終点：長崎県長崎市式見町（国道202号交点）
- 総延長：15.2 km

## 路線状況

### 愛称
- 都市計画道路浦上川線
- 浦上川通り
- 式見街道

### 道路施設

#### 橋梁
- みなとばし（岩原川、長崎市）
- 馬込橋（長崎市）
- 浦上川高架橋（浦上川、長崎市）
- 梁川橋（浦上川、長崎市）
- 上浦橋（長崎市）
- 神楽橋（式見川、長崎市）

#### トンネル
- 式見隧道：延長108 m、1927年（昭和2年）竣工、長崎市

## 地理

### 通過する自治体
- 長崎市

### 交差する道路
| 交差する道路                       | 交差する場所 | 交差する場所        |
| ---------------------------------- | ------------ | ------------------- |
| 国道202号 国道206号 重複 国道499号 | 元船町       | 大波止交差点 / 起点 |
| 国道202号                          | 幸町         |                     |
| 国道202号                          | 式見町       | 終点                |

### 沿線
- ゆめタウン夢彩都
- 長崎港
- 長崎県庁
- 長崎県警察本部
- JR九州長崎本線・西九州新幹線 長崎駅
- JR九州長崎本線 浦上駅
- 旭大橋
- みらい長崎ココウォーク
- 長崎ブリックホール
- 長崎新聞社
- 長崎県立長崎西高等学校
- 活水中学校・高等学校
- 長崎市民総合プール
- 長崎県立長崎北高等学校
- 長崎市総合運動公園
- 長崎市水道局手熊浄水場
- 長崎市役所 式見支所